# Estación Techa
Estación Techa är en ort i Mexiko.   Den ligger i kommunen Soledad de Graciano Sánchez och delstaten San Luis Potosí, i den centrala delen av landet, 400 km nordväst om huvudstaden Mexico City. Estación Techa ligger 1 846 meter över havet och antalet invånare är 168.
Terrängen runt Estación Techa är platt åt nordväst, men åt sydost är den kuperad. Runt Estación Techa är det glesbefolkat, med 16 invånare per kvadratkilometer. Närmaste större samhälle är Cerro de San Pedro, 14,5 km söder om Estación Techa. Trakten runt Estación Techa består i huvudsak av gräsmarker.